# 미산초등학교 (광주)
미산초등학교는 대한민국 광주광역시 광산구 월계동에 있는 공립 초등학교이다.

## 학교 연혁
- 1995년 11월 8일 미산초등학교 설립 인가
- 1997년 9월 1일 미산초등학교 개교(20학급)
- 2020년 1월 6일 제23회 졸업(졸업생 128명, 총 6,283명)
- 2020년 3월 1일 25학급(특수학급 1학급) 편성
- 2021년 1월 14일 제24회 졸업(졸업생 111명, 총 6,394명)
- 2021년 3월 1일 25학급(특수학급 1학급) 편성

## 학교 상징
- 교화 - 철쭉 : 기백과 열성
- 교목 - 은행나무 : 면학, 훌륭한 인재
- 교색 - 파랑 : 맑은 품성, 희망과 슬기

## 참고 자료
- 미산초등학교 - 한국교육학술정보원 학교알리미